# Малый Кипчак (деревня)
Малый Кипчак (баш. Бәләкәй Ҡыпсаҡ) — деревня в Бурзянском районе Республики Башкортостан Российской Федерации. Входит в состав Кипчакского сельсовета. 

## География

### Географическое положение
Расстояние до:
- районного центра (Старосубхангулово): 51 км,
- центра сельсовета (Абдулмамбетово): 5 км,
- ближайшей железнодорожной станции (Белорецк): 125 км.

## Население
| 2002 | 2009 | 2010 |
| ---- | ---- | ---- |
| 65   | →65  | ↘57  |

Согласно переписи 2002 года, преобладающая национальность — башкиры (97 %).